# 宵星傳奇
《宵星傳奇》是万代南梦宫游戏（現万代南梦宫娱乐）發行的Xbox 360角色扮演遊戲。於2009年9月17日移植至PlayStation 3平台。同年10月3日，傳奇系列第一部劇場版動畫《宵星傳奇〜首鳴〜》（テイルズ オブ ヴェスペリア 〜The First Strike〜）正式上映。系列作特有的遊戲類型名稱為「貫徹『正義』的RPG」。
2018年6月11日，萬代南夢宮娛樂在E3遊戲展上宣布本作將以《宵星傳奇 Remaster》之標題推出高畫質版本，於2019年1月11日在PlayStation 4、Xbox One、任天堂Switch、Microsoft Windows（Steam）等平台上發售。

## 背景
在虛構世界提卡‧琉米雷斯（Terca Lumireis），人們廣泛採用由一個遠古文明創造的科技魔導器（Blastia），用作提供食水、戰鬥、驅動交通工具及創造結界保護城鎮不受野生怪物襲擊。魔導器以在空氣和大地中存在的艾爾（Aer）作為動力源。艾爾能化成為一種叫魔核(Koer)的結晶，而魔核則被人用作驅動魔導器的能量源，但艾爾濃度過高則對人體有害。其中有一種特殊的魔導器，能產生更大能量，這類魔導器均需要聖核（Apatheia）驅動；聖核由高智慧魔物種族始祖之隸長（Entelexeia）長期吸食艾爾並於死後形成。
魔導器自發明後被人們大量使用，導致世上的艾爾含量急劇減少，為阻止災難星蝕（Adephagos，一個能把世上所有生命體轉化為艾爾，以維持世上艾爾數量平衡的生命體）的降臨，該古文明建造了巨型魔導器扎烏迪不落宮（Enduring Shrine of Zaude）把牠封印。同時各始祖之隸長決定毀滅導致艾爾減少的原因：魔導器和人類；人類則因不願放棄魔導器而導致雙方發生爆發於十年前的人魔戰爭。始祖之隸長的戰敗使牠們幾近滅絕，而一隻站在人類一方的始祖之隸長則因人類懼怕其力量而遭殺害，導致其人類好友杜克（Duke Pantarei）對人類產生憎恨。

## 劇情
一天帝都紮菲亞斯（Zaphias）貧民區的水魔導器聖核被盜去，導致區內出現水浸，居住在貧民區的青年由利·羅威爾（Yuri Lowell）與愛犬拉彼特（Repede）一起追尋小偷但因非法入侵王城而被捕入獄。由利於越獄途中在城內遇上遭士兵追趕的少女艾絲緹莉潔（Estellise Sidos Heurassein）。在聽到她希望尋找摯友弗林·西佛（Flynn Scifo）後，由利決定帶著艾絲緹莉潔逃出王城尋找弗林及追捕小偷。沿途上二人分別遇上希望與公會魔狩之劍會合之男孩卡洛爾·卡培爾（Karol Capel），以及熱衷於魔導器研究且被由利誤認作聖核小偷之少女莉塔·摩迪歐（Rita Mordio）。四人結伴同行時由利逐漸了解世界的狀況和各公會的背後理念：公會均是由希望能脫離帝都統治的人所創立。在公會高級成員雷文（Raven）和到處毀滅魔導器的少數民族槍使茱蒂絲（Judith）協助下，眾人阻止了一個以巴爾伯斯（Barbos）為首的公會的陰謀和奪回了聖核，由利把聖核交予弗林後決定與卡洛爾和茱蒂絲成立公會凜凜之明星（Brave Vesperia）。
不久艾絲緹莉潔被一始祖之隸長攻擊且被稱為世界之毒藥，眾人調查後發現她是象徵世界終末的滿月之子：她不需要借助魔導器就能把艾爾轉化成魔法，而由於這轉換方式的效能非常高，世上的艾爾存量會急劇減少，星蝕將被喚醒從而把世上所有生命轉化為艾爾；人們大量使用魔導器亦會加速星蝕的來臨，這亦是茱蒂絲經常毀滅魔導器的原因。同時由利眼看帝國的法律無法制裁腐敗的官員而於兩天晚上分別殺死了兩名污吏，導致他與弗林關係出現緊張：曾是騎士團成員的由利深感帝國的腐敗而離開和作出對抗，弗林則希望從內部開始改變帝國。不同的理念使二人數度幾近交鋒。
艾絲緹莉潔突然被雷文擄去－雷文的真實身分乃騎士團指揮官修凡·奧爾崔因（Schwann Oltorain）。騎士團團長亞雷克賽（Alexei Dinoia）被揭發背後協助巴爾伯斯，希望複製一把能控制艾爾的帝國皇室寶劍宙之戒典（Dein Nomos）並以它啟動扎烏迪不落宮。由利等人從杜克手上借得真正之宙之戒典後前往營救艾絲緹莉潔但被修凡阻止：修凡本於人魔戰爭中陣亡但被亞雷克賽以魔導器取代其心臟而得以活命，亦因此無法違抗亞雷克賽。修凡戰敗後犧牲自己讓眾人逃走但被下屬救出，重返眾人行列並決定以雷文的身份效忠於凜凜之明星。
利用偽宙之戒典和艾絲緹莉潔，亞歷克賽成功喚醒扎烏迪不落宮。由利等人救回艾絲緹莉潔後於不落宮與亞雷克賽交戰：亞雷克賽了解世界因大量使用魔導器而步向滅亡，因此希望以不落宮毀滅和重新創造世界。眾人雖然擊敗亞雷克賽但無法阻止不落宮被啟動，亞雷克賽至此始明瞭不落宮的真正目的和醒悟其行動關閉了它並解放了星蝕。驚悉自己把世界推向了滅亡，亞雷克賽自殺身亡。
莉塔為阻止星蝕而進行研究：把聖核變成精靈重生並且把全世界的聖核轉化成精靈，集合牠們力量理應能把星蝕毀滅。由於此舉將為世界帶來不可逆轉的改變，眾人與帝國和各公會的首領會面為未來作出準備。在此期間弗林獲晉升成為騎士團代理團長，並就由利私下處死兩名污吏和把所有功積讓出二事向他對質，由利則表示弗林是世界需要的領袖並願意為此成為罪犯，弗林警告將來自己可能被迫就由利的罪行加以阻止，由利欣然接受。
眾人獲得各首領的許可進行計劃，同時杜克對人類失去信心而決定喚醒由遠古文明創造的武器塔市塔爾卡隆（Tarqaron），打算犧牲全世界人類（包括杜克）以驅動塔市把星蝕毀滅。由利等人於塔市頂部與杜克對質，雙方因堅持以各自的方式拯救世界而交戰，杜克於戰敗後眼見由利等人和世人願意放棄魔導器拯救世界後決定出手相助，加上世上所有精靈的力量後成功把星蝕毀滅。星蝕被毀後化為無數的精靈，杜克於由利等人慶祝勝利時離去。

## 主要人物
由利·羅威爾（Yuri Lowell，聲優：鳥海浩輔）
遊戲主角，居於帝都扎菲亞斯貧民區的青年，性格爽朗而愛調侃、挖苦別人，對身旁有困難的人無法放任不管，厭惡必須得犧牲他人才能達成的「大義」。
與弗林·西佛為摯友，二人因憧憬騎士團而入團並與小狗拉培德為伴，但對其內部的腐敗感到反感而於三個月後帶著拉培德離開（弗林則選擇留下來）回到貧民區，以擔任居民保鏢為生，常因對達官貴人的強橫暴行出手阻攔而入獄。與拉培德為很有效的拍擋且被認為能了解其吠叫的意思。
拉彼特（Repede，聲優：石井真）
由利飼養的愛犬兼戰鬥伙伴，有把物件（如骨頭）叼在口裏的習慣，能了解人類語言。
弗林·西佛（Flynn Scifo，聲優：宮野真守）
與尤利同在帝都扎菲亞斯貧民區長大的青年，二人抱有同樣理想而加入了騎士團，在目睹其腐敗後決心從內部改變現狀而留任（由利則選擇離去），逐步累積實績而晉升。其平民出身的身分導致被貴族疏遠，貧民區居民則視他為希望之星，常為幫助弱者的責任感和法律維護者的立場之間的矛盾而煩惱。
艾絲緹兒（Estelle，聲優：中原麻衣）
本名：艾絲緹莉潔·希戴斯·修拉賽因（ Estellise Sidos Heurassein）
由評議會所推舉的下任皇帝候選人，先帝的遠親，一生居於王城從未離開，喜好讀書，擁有豐富知識但對世俗一竅不通。個性溫柔善良，無法對他人的困難視而不見，有著一旦決定自己的想法就不容他人扭曲的強韌意志。
卡洛爾·卡培爾（Karol Capel，聲優：渡邊久美子）
專門狩獵魔物的工會「獵魔之劍」之成員，在此之前曾參與許多其他工會，但都因其膽小怯懦的性格而被逐出。在遇上由利及艾絲緹兒後決定加入其行列，並在由利的鼓勵下成立自己的公會「凜之宵星」（Brave Vesperia）。
莉塔·摩迪歐（Rita Mordio，聲優：森永理科）
居於帝都附近城鎮阿斯皮歐、隸屬帝國的魔道士，自10歲開始開始研究魔導器，並被受尊稱為「那個人」的天才少女，擁有豐富魔導器及化學知識。被追逐偷走水道魔導器的犯人的由利給當成嫌疑犯，為了洗刷嫌疑而加入由利一行。
雷文（Raven，聲優：竹本英史）
本名達繆倫·亞特邁斯，人魔戰爭後更名修凡·奧爾崔因，穿著輕薄裝束，留有長髮、自稱「大叔」的中年男性，與由利首次在帝都獄中見面，助其逃離監獄，其後加入由利等人之列。真實身分為帝都騎士團指揮官，於10年前的人魔戰爭中幾近喪命，因獲騎士團團長亞雷克賽以魔導器取代其心臟得以活命。
茱蒂絲（Judith，聲優：久川綾）
少數民族克利堤亞族的流浪槍術使，因了解黑爾梅斯式魔導器的潛在危險而到處破壞該型魔導器。
帕蒂·弗路爾（Patty Fleur，聲優：齋藤千和）
PS3版追加角色，自稱冒險家的海盜風裝扮少女，獨自一人在世界各地旅行並尋找其留下的寶藏與傳說。
杜克・帕德雷（Duke Pantarei，聲優：小山力也）
出現在由利等人面前，時而建言，時而告誡，擁有謎之言行的美青年。持有皇帝象徵之聖劍宙之誡典，主張人類因過度使用魔導器導致星噬現象而必須為之付出代價。
真實身分為人魔戰爭時的英雄，雷文、騎士團長亞雷克賽以及海凶之爪首領耶格的同僚。雖為領導戰爭結束的英雄，但人類方因過度畏懼摯友始祖隸長盟主-艾爾西弗的力量而將其暗殺。對人類感到深刻絕望的杜克因此背棄人類盜走宙之誡典，其存在的紀錄被全數抹去。
本作的最終頭目。擁有兩個型態，如果完成魔裝具事件則會追加數值大幅提升的第三型態：（虹翼纏身之人）。
和他作不同的是，身為最終頭目的杜克並非惡者而是持有強烈正義思想之人；然而其信念與由利方牴觸而必須拔刃相向。

## 開發
遊戲概念在2005年已有構思，被定為「貫徹正義的RPG」（正義を貫き通すRPG），開發團隊有感前作《深淵傳奇》的技術限制而以新世代主機硬件進行本作的開發。由於當時PlayStation 3仍未面世，因此團隊決定遊戲將對應Xbox 360。遊戲名稱「Vesperia」來自維納斯（Venus）的別稱「Vesper」以反映主題乃正義和突顯主角是像黃昏時分的金星般的一顆明星。遊戲動畫片段由Production I.G開發。
負責開發本作遊戲引擎的成員大部分曾參與前作《交響曲傳奇》的開發，團隊在早期製作階段中就採用動畫或寫實風格的藝術方向而出現分歧，最後決定採用前者，遊戲角色的著色器採用了遊戲本身的繪畫引擎而非《深淵傳奇》的手繪著色器。雖然團隊認為遊戲有加入多人模式的空間，但因《傳奇》系列每部作品均在不同平台上推行而否決。遊戲主題曲Ring a Bell由日本歌手兼作曲家Bonnie Pink主唱，也是系列中第一首日本與西方版本共同使用的主題曲。團隊也使遊戲西方版本內所有小劇場配上英文語音。
遊戲的特別限定版包括了附有獨特封面設計的金屬包裝盒以及包含22首歌曲的原聲音樂光碟，僅於北美發售；2009年4月，萬代南夢宮宣佈購買了遊戲限定版的玩家可得到一張十週年原聲音樂光碟。
遊戲的PlayStation 3版本在2009年9月17日發售，除有新增內容，遊戲標誌也被重新設計；2010年1月27日，萬代南夢宮表示沒有計畫把PlayStation 3版本推出至海外；負責為遊戲Xbox 360西方版本內的主角由利配音的聲優特洛伊·貝克（Troy Baker）於同年4月Sakura-Con的問答環節中承認為遊戲PlayStation 3版本進行了額外配音工作，但南夢宮一名員工於PlayStation日誌回應玩家提問時表示目前沒有把遊戲本地化的計畫。
遊戲PlayStation 3版本所有內容均有配音，數量接近Xbox 360版本兩倍，也補充了Xbox 360版本中沒有配音的部分；弗林成為永久可使用角色；金髮海盜少女柏蒂成為全新角色；遊戲也收錄部分於動畫電影《宵星傳奇〜首鳴〜》（テイルズ オブ ヴェスペリア 〜The First Strike〜）中登場的非玩家角色以及增加服裝數量。

## 評價
遊戲評價普遍正面。Fami通給予遊35/40分；雜誌《Hardcore Gamer》給予遊戲4/5分，對遊戲的動畫風格圖像和角色予以讚揚；GameSpot為遊戲給予8.5/10分，表示遊戲是《傳奇》系列當時以來的最佳一作，也在其2008年度最佳遊戲選舉中獲最佳劇情提名與最佳美術圖像提名；IGN給予遊戲8.2/10分，批評小部分圖像質素不一致，但遊戲是一部堅實的日式動畫風格角色扮演游戏作品，包含廣闊的劇情、扣人心弦的角色和緊湊的實時戰鬥系統。遊戲也在IGN的2008年度最佳遊戲選舉中獲最佳Xbox 360角色扮演遊戲提名和最佳Xbox 360原創音樂提名；X-Play給予遊戲4/5分，讚揚角色和視覺。

## 行銷
Fami通年度最佳百大遊戲統計顯示《宵星傳奇》於2008年間在日本的銷量排行82，售出161070份，其推出使Xbox 360在日本發售以來首次售罄。遊戲自8月26日在北美首發的四天內售出三萬三千份。
遊戲的PlayStation 3版本在發售當天售出147000份；Xbox 360版本發售當天售出71000份。直至2009年末，PlayStation 3版本共售出352961份，是日本同年銷量排行24的遊戲。

## 外部連結
- （日語）傳奇系列官網連結 （页面存档备份，存于）
- （日語） 宵星傳奇官方網站 （页面存档备份，存于）
  - （日語） Xbox360版官方網站 （页面存档备份，存于）
  - （日語） PS3版官方網站 （页面存档备份，存于）
  - （日語） 劇場版動畫官方網站 （页面存档备份，存于）
  - （日語） Remaster版官方網站 （页面存档备份，存于）